# Robin Wright
Robin Wright (også kaldet Robin Wright Penn) (født 8. april 1966 i Dallas, Texas) er en amerikansk skuespiller.
Wright blev kendt for sin rolle som Kelly Capwell i tv-serie Santa Barbara fra 1984 til 1988. Det store gennembrud kom i 1987, da hun spillede hovedrollen i filmen Prinsessen og de skøre riddere (The Princess Bride). I 1994 blev hun nomineret til en Golden Globe og en Oscar for sin rolle som Jenny i Forrest Gump. Hun har tillige medvirket i tv-serien House of Cards, hvor hun spiller Claire Underwood, der er gift med seriens hovedperson Frank Underwood.
Wright var i perioden 1996-2010 gift med skuespilleren og instruktøren Sean Penn og benyttede dengang navnet Robin Wright Penn.

## Filmografi
- Hollywood-patruljen (1986)
- Prinsessen og de skøre riddere (1987)
- Nattens engle (1990)
- Toys (1992)
- The Playboys (1992)
- Forrest Gump (1994)
- Crossing Guard (1995)
- Mærket for livet (1996)
- She's So Lovely (1997)
- Hurlyburly (1998)
- Brevet i flasken (1999)
- Unbreakable (2000)
- Løftet (2001)
- White Oleander (2002)
- The Singing Detective (2003)
- A Home at the End of the World (2004)
- Ni liv (2005)
- Breaking and Entering (2006)
- Hounddog (2007)
- Beowulf (2007)
- The Girl with the Dragon Tattoo (2011)
- House of Cards (2013)
- Everest (2015)
- Wonder Woman (2017)